# Marc Andreu
Pour les articles homonymes, voir Andreu.

a Compétitions nationales et continentales officielles uniquement.

b Matchs officiels uniquement.
Dernière mise à jour le 4 mars 2025.
Marc Andreu, né le 27 décembre 1985 à Fréjus (Var), est un joueur international français de rugby à XV et à sept, qui a évolué au poste d'ailier, au sein du RC Toulon, du Castres olympique, du Racing 92 et du Stade rochelais.
Il est champion de France avec le CO en 2013 et avec le Racing en 2016.

## Biographie

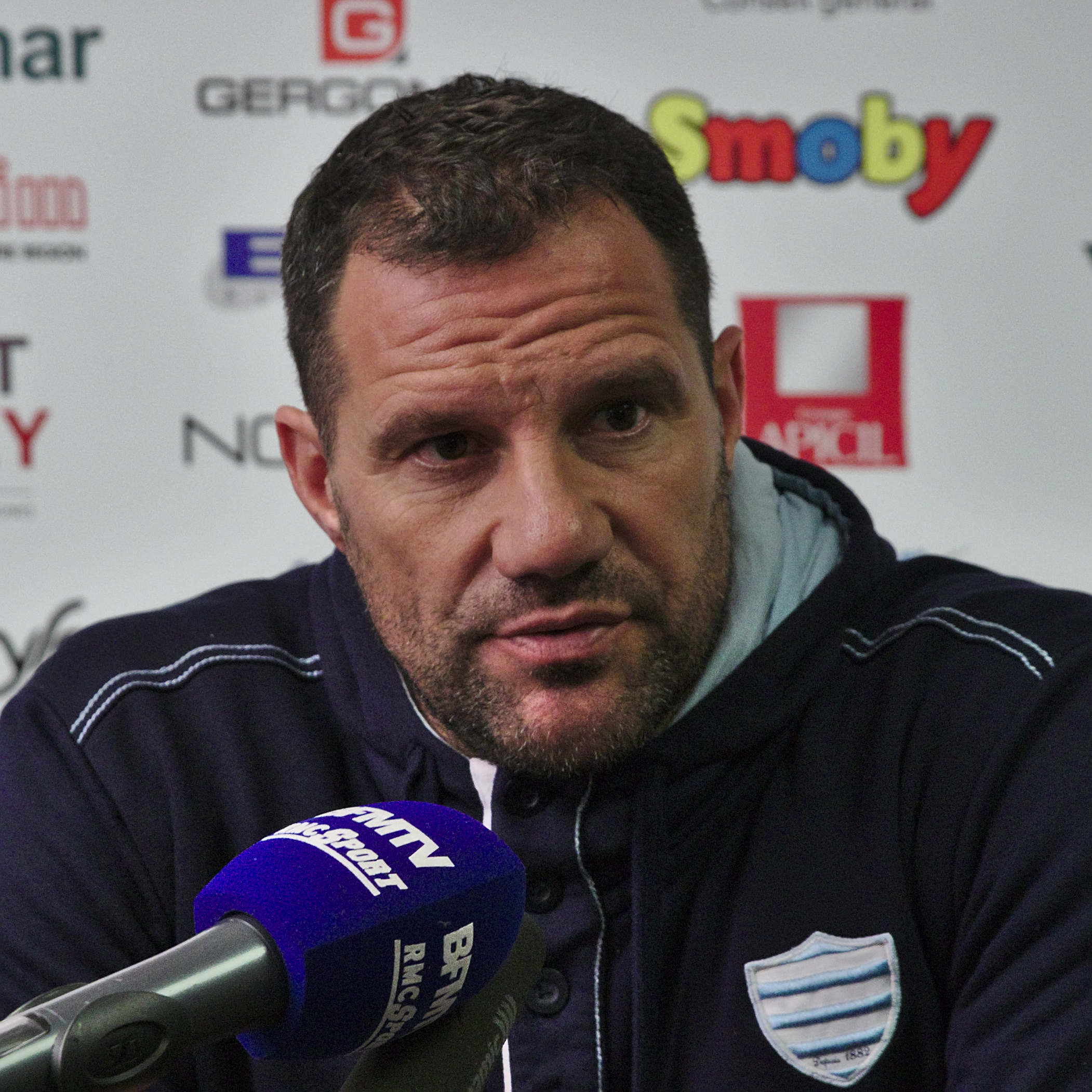
Laurent Labit, ici en 2015, est l'entraîneur de Marc Andreu de 2011 à 2018.

Marc Andreu commence sa carrière sportive à l'école de rugby de Mézin en Lot-et-Garonne, puis, fait une petite esquisse dans le football et choisit finalement de revenir à l'âge de 17 ans à son sport de prédilection, le rugby, au sein de l'Union Sportive Elusate (Eauze, dans le Gers). Il est vite repéré par le RC Toulon et connaît le succès très rapidement. Il fait ses débuts en Top 14 lors de la saison 2008-2009 et, après un premier match remarquable face à l'ASM Clermont Auvergne, il connaît une année blanche.
En juin 2008, il est invité avec les Barbarians français pour jouer un match contre le Canada à Victoria. Les Baa-Baas l'emportent 17 à 7.
En novembre 2009, il joue de nouveau avec les Barbarians français contre un XV de l'Europe FIRA-AER au Stade Roi Baudouin à Bruxelles. Ce match est organisé à l'occasion du 75e anniversaire de la FIRA – Association européenne de rugby. Les Baa-Baas l'emportent 26 à 39.
Il s'engage avec le Castres olympique lors de la saison 2009-2010 et ravit les supporters du Castres olympique par sa vitesse et ses crochets qui lui valent à Castres le surnom d'« Ailier supersonique » ou de « Lutin »[réf. souhaitée]. Sous les couleurs olympiennes, il est sélectionné en équipe de France et remporte le Tournoi des Six Nations 2010 (Grand Chelem). Avec le Castres olympique, il joue les 1/4 de finale du Top 14 en 2010, 2011 et une demi-finale en 2012, avant de remporter le titre en 2013.
En juin 2011, il participe à la tournée des Barbarians français en Argentine pour jouer deux matchs contre les Pumas. Les Baa-Baas s'inclinent 23 à 19  à Buenos Aires puis l'emportent 18 à 21 à Resistencia.
À la fin de la saison 2012-2013, il signe un contrat avec le Racing Métro 92.
En 2018, il crée avec son coéquipier du Racing 92 Yannick Nyanga un jeu français de fantasy rugby sur le Top 14 appelé Mes Petits Potos.
Le 1er mai 2020, en fin de contrat avec La Rochelle, Andreu annonce qu'il met un terme à sa carrière professionelle, après 15 années chez les professionnels. Cinq jours après, il s'engage avec le club dirigé par l'international français Gaël Fickou, l'Union sportive seynoise, basé à La Seyne-sur-Mer et évoluant en Fédérale 1. Il met un terme définitif à sa carrière de joueur en 2022.

## Palmarès

### En club
- Coupe d'Europe :
  - Finaliste en 2018 avec le Racing 92
- Vainqueur du Championnat de France en 2013 avec le Castres olympique
- Vainqueur du Championnat de France en 2016 avec le Racing 92
- Finaliste du Challenge européen en 2019 avec le Stade rochelais
- Championnat de France de Pro D2 en 2008 avec le RC Toulon
- Vainqueur de la Coupe Frantz-Reichel en 2002 et 2005[réf. nécessaire]
- Champion de France de rugby à sept des régions en 2006[réf. nécessaire]

### En équipe nationale
- Grand Chelem en 2010

#### Tournoi des Six Nations
| Édition          | Rang | Résultats France | Résultats Andreu | Matchs Andreu |
| Six Nations 2010 | 1    | 5 v, 0 n, 0 d    | 3 v, 0 n, 0 d    | 3/5           |

Légende : v = victoire ; n = match nul ; d = défaite ; la ligne est en gras quand il y a Grand Chelem.

### Distinction personnelle
- Nuit du rugby 2010 : Meilleure révélation de la saison 2009-2010

## Statistiques

### En club
- 279 matches disputés
- 405 points (81 essais)

### En équipes nationales
- 7 sélections
- 10 points (2 essais)
- Sélections par année : 6 en 2010, 1 en 2013
- Équipe de France de rugby à sept (participation aux tournois de Londres - en remplacement de Vincent Roux - et d'Édimbourg 2007)
- Équipe de France de rugby universitaire (2 sélections)
- Barbarians français : 3 sélections en novembre 2009 à Bruxelles et en 2008 (Canada) et en argentine 2012